# Melanie Margalith
Melanie Margalith (* 1972 in München) ist eine deutsche Filmeditorin. 

## Leben
Melanie Margalith studierte Kunstgeschichte an der Ludwig-Maximilians-Universität München. Seit Ende der 1990er Jahre ist sie als Filmeditorin tätig. Ihr Schwerpunkt liegt auf Fernsehproduktionen.

## Filmografie (Auswahl)
- 1999–2001: Hinter Gittern – Der Frauenknast (Fernsehserie, 18 Folgen)
- 2001–2003: SK Kölsch (Fernsehserie, 5 Folgen)
- 2002–2006: Abschnitt 40 (Fernsehserie, 12 Folgen)
- 2004: Das Zimmermädchen und der Millionär
- 2006: Heiratsschwindlerin mit Liebeskummer
- 2007: Doktor Martin (Fernsehserie, 4 Folgen)
- 2008: Tatort – Wolfsstunde
- 2008: Willkommen zu Hause
- 2008: Zwillingsküsse schmecken besser
- 2009: Mein Flaschengeist und ich
- 2009: Über den Tod hinaus
- 2010: Das geteilte Glück
- 2012: Der letzte Bulle (Fernsehserie, 3 Folgen)
- 2013: Sein letztes Rennen
- 2014: Binny und der Geist (Fernsehserie, 4 Folgen)
- 2015: Es kommt noch besser
- 2017: Kommissarin Heller – Verdeckte Spuren
- 2017: Der Kommissar und das Kind (Fernsehfilm)
- 2018: Tatort – Friss oder stirb